# Nathaniel Jones (Politiker)
Nathaniel Jones (* 17. Februar 1788 in Tyringham, Massachusetts; † 20. Juli 1866 in Newburgh, New York) war ein US-amerikanischer Politiker. Zwischen 1837 und 1841 vertrat er den Bundesstaat New York im US-Repräsentantenhaus.

## Werdegang
Nathaniel Jones wurde ungefähr viereinhalb Jahre nach dem Ende des Unabhängigkeitskrieges in Tyringham geboren. Seine Familie zog um 1807 nach Warwick (New York). Er schloss dort seine Vorbereitungsstudien ab und unterrichtete später an Schulen. Jones saß in den Jahren 1827 und 1828 in der New York State Assembly. 1834 ging er Bankgeschäften nach. Nach der Gründung der Demokratischen Partei schloss er sich dieser an. Bei den Kongresswahlen des Jahres 1836 wurde er im sechsten Wahlbezirk von New York in das US-Repräsentantenhaus in Washington, D.C. gewählt, wo er am 4. März 1837 die Nachfolge von John W. Brown antrat. Nach einer erfolgreichen Wiederwahl schied er nach dem 4. März 1841 aus dem Kongress aus. Im selben Jahr zog er nach Newburgh. Er war dann vom Februar 1842 bis November 1844 als Surveyor General in New York tätig. Zwischen 1844 und 1847 saß er in der Eriekanal-Kommission. Danach war er als Schulinspektor (superintendent of schools) tätig und 1851 als Clerk im Bildungsausschuss in Newburgh. Jones saß in den Jahren 1852 und 1853 im Senat von New York. Er verstarb am 20. Juli 1866 in Newburgh.